# NGC 2293
NGC 2293 (również PGC 19619) – galaktyka spiralna z poprzeczką (SB0-a), znajdująca się w gwiazdozbiorze Wielkiego Psa. Odkrył ją John Herschel 20 stycznia 1835 roku.
Galaktyka ta jest w trakcie kolizji z NGC 2292. Z tą zderzającą się parą jest również grawitacyjnie związana sąsiednia galaktyka NGC 2295.